# AATA
AATA（あーた）は、日本のシンガーソングライター。東京都出身。

## 来歴
高校生時代に初めてアコースティック・ギターを演奏し、楽曲制作を開始。大学入学後にアコースティック・ギターとピアノのアコースティック・デュオ「ぱんだふるらいふ」を結成し、都内のライブハウスでのライブ活動を開始。
2013年7月よりソロ活動を本格的に開始し、2014年1月にバンド「Star Crochet」を結成。定期的に企画ライブを開催していたが、2015年3月21日に開催された第5回を以て活動休止。
2015年6月27日に初のミニ・アルバム『あーた』をリリースし、自身初のワンマンライブを開催した。同年に開催されたモナレコードガールズオーディション「モナレコ女子！2015」に応募し、準グランプリを受賞した。
2016年に設立されたつるうちはな主宰のレーベル「花とポップス」に参加。3月9日に1stミニ・アルバム『あーた』が、つるうちのシングル『あいゆうえにい』、Chakiのアルバム『CHAKISM』と共に同レーベルより同時リリースされた。
2017年7月にリリースした「HAPPY TAPES」収録の「スノードーム」がUSEN「MUSIC TANK POWER PUSH！」に選出、2018年1月20日から1月26日までUSEN放送『週間USEN HIT インディーズ・ランキング』のチャンネルにて注目曲として放送された。
2018年に開催されたディスクユニオンの「DIVE INTO MUSIC.オーディション」に応募し、colspanやultramodernistaと共に合格。同年12月2日に新宿マーブルで開催された「平成最後の花ポフェス」を以て、花とポップスを脱退。
2019年9月4日にKissing Fish Recordsより7インチシングル『Airport (ESME MORI Remix) / Day1』をリリース。前日に開催されるワンマンライブを以て、名義が「あーた」から「AATA」に変更された。
2019年11月23日、MANTANWEBにて、アニメ「風の谷のナウシカ」「ルパン三世 カリオストロの城」「めぞん一刻」などで知られる声優の島本須美との対談記事が公開された。
2019年12月、J-WAVEの「J-WAVE SONAR TRAX」に『Blue Moment』が選出され、1ヶ月間ヘヴィー・ローテーションされた。また、2019年12月3日には『SONAR MUSIC』にてAATAのコメントが放送された。
2020年2月23日「JFL presents LIVE FOR THE NEXT supported by 日本セーフティー」東京公演のオープニングアクトに抜擢され、Zepp DiverCity（TOKYO）にて AI、TENDRE との共演を果たした。
新型コロナウイルスの感染拡大を防ぐために東京都より要請された外出自粛を鑑みライブイベントが中止となっている状況下、2020年4月7日にJ-WAVEの『YEBISU BEER BEGINNINGS～LIVE FROM TAKANAWA GATEWAY』に出演。J-WAVE NIHONMONO LOUNGEから無観客のライブ生中継をおこなった。
2020年7月3日、J-WAVE JK RADIO TOKYO UNITEDに出演。番組エンディングに演奏するカバー曲をリスナー投票で決定するMUSICLICK!にて、真心ブラザーズ「サマーヌード」65,412票、荒井由実「海を見ていた午後」67,914票、合計133,326票を獲得。「海を見ていた午後」を生演奏した。
2020年7月「J-WAVE SONAR TRAX」に『Day By Day』が選出され、7月後半のパワーオンエアー曲となった。また、2020年7月28日には『SONAR MUSIC』にてAATAのコメントが放送された。
2020年7月16日～2020年8月10日にて行われた音楽配信サービス「BIG UP!」の『＜a-nation 2020＞出演アーティストオーディション』でグランプリに選出され、出演権を獲得した
。2020年8月29日の出演時、AATAパートのリアルタイムアクセスは75,000人以上であった。出演時のライブ音源はAWAで独占配信されている。
2021年1月6日～2022年4月1日、Radiotalkで「AATAの日日是好日」を定期配信（3回/週）。2021年8月15日には、番組内のカバー企画「あたカバ」で配信した楽曲をリスナー投票で順位づけし、Radiotalkおよびツイキャスで生演奏・生配信する企画ライブ「あたカバ総選挙」を有観客で開催。Radiotalk後援のもと、司会とゲストにRadiotalkの配信者である、ソワちゃん、塾長フミ子を迎え、全10曲を生演奏、生配信した。
2021年2月、Mudia主催のラジオパーソナリティオーディション、Radio Star Audition vol.1にて審査員優秀賞を受賞。2021年4月から2021年6月までの3ヶ月間、自身が企画した番組「シンガーソングライターAATAの あそVoice」でメインパーソナリティを務めた。毎回、声に関係するゲストを招き、声に関するテーマでAATAが学習・チャレンジを行う構成であった。ゲストは声優・ナレーターの「のざききいこ」、シンガーソングライター・民謡の「朝倉さや」など全7名。
2021年3月、講談社少年マガジン企画、『カッコウの許嫁』100人100声に参加。特徴のある声を生かし、歌以外の分野にも活動範囲を広げている。
2021年6月、キャンメイクのCMにて歌唱を担当した。ポケモン Kids TV「タイプ！スマイル！ポケライム」にボーカルとして参加した。
2021年7月6日～2022年6月21日、絵本作家マサクニが創作した話をAATAが朗読する番組「火曜日の耳ミニストーリー📚」をRadiotalkで定期配信した。
2021年8月13日、ザ・プリンス パークタワー東京主催の音楽フェスティバル「TMC week 2021 ～TOKYO MUSIC CRUISE Spin-Off～」に出演。O.A.としてTENDRE、土岐麻子と共演を果たした。
2022年8月13日、ザ・プリンス パークタワー東京主催の音楽フェスティバル「TOKYO MUSIC CRUISE 2022」に出演した。
2022年11月22日～2022年12月28日、自身の活動10周年を記念するアルバム制作のためにクラウドファンドを実行、開始1時間で目標金額の100%を達成、最終的には340%を達成し終了した。2023年に制作を進め、フルアルバム「be in bloom」を2024年4月18日にリリースすることが発表された。
2024年4月、スズキ・アルトラパンのTV CMにてナレーションを担当した。
2024年4月18日、ライブハウスTOP BEAT CLUBで開催したワンマンライブ「Grow」にて、フルアルバム「be in bloom」の販売を開始した。
2024年5月7日、2024年6月よりライブバー「クロッシング」の店長に就任することが発表された。
2024年5月、auスマートパスプレミアムミュージックのラジオCM「こころの弾き語り篇」にて、楽曲制作、歌唱、ナレーションを担当した。
2024年6月、北海道日本ハムファイターズのマスコットキャラクターポリーポラリスの楽曲「ポリーのマーチ」の作詞作曲、歌唱を担当した。
2025年5月4日、北海道日本ハムファイターズの本拠地「エスコンフィールドHOKKAIDO」で開催されたイベント「ポリーDAY」において、自身が楽曲提供した「ポリーのマーチ」を生歌唱した。
2025年7月1日、店長を務めていたライブバー「クロッシング」を7月いっぱいで退職し、AATAの活動に注力していくことが発表された。

## 作品

### 配信シングル
| 枚   | 発売日         | タイトル                                                    | 規格     | 収録アルバム |
| ---- | -------------- | ----------------------------------------------------------- | -------- | ------------ |
| 1st  | 2019年9月4日   | Airport (ESME MORI Remix) / Day1                            | 音楽配信 | Blue Moment  |
| 2nd  | 2019年10月25日 | One Summer's Day                                            | 音楽配信 | Blue Moment  |
| 3rd  | 2019年11月15日 | Blue Moment                                                 | 音楽配信 | Blue Moment  |
| 4th  | 2019年11月29日 | Blowing (Shin Sakiura Remix)                                | 音楽配信 | Blue Moment  |
| 5th  | 2020年7月1日   | 行き止まりの夜に（Shogo Takahashi Remix）                   | 音楽配信 | Day By Day   |
| 6th  | 2020年7月8日   | シークレットバースデー                                      | 音楽配信 | Day By Day   |
| 7th  | 2020年7月15日  | Day By Day                                                  | 音楽配信 | Day By Day   |
| 8th  | 2021年4月21日  | アイデンティティ                                            | 音楽配信 | LIGHTS       |
| 9th  | 2021年5月19日  | シナプス                                                    | 音楽配信 | LIGHTS       |
| 10th | 2021年6月23日  | Slow flow                                                   | 音楽配信 | LIGHTS       |
| 11th | 2021年7月21日  | 真夏のせい                                                  | 音楽配信 | LIGHTS       |
| 12th | 2021年8月18日  | Do it                                                       | 音楽配信 | LIGHTS       |
| 13th | 2023年7月19日  | 納豆ファンク (with Poseidon Ishikawa & Short Sighted Saeko) | 音楽配信 | -            |
| 14th | 2023年9月13日  | Life is gone (with Hiroyuki Kondo)                          | 音楽配信 | be in bloom  |
| 15th | 2023年10月18日 | Bitter & Bitter                                             | 音楽配信 | be in bloom  |
| 16th | 2023年11月29日 | MOMANTAI                                                    | 音楽配信 | be in bloom  |
| 17th | 2023年12月27日 | 無題                                                        | 音楽配信 | be in bloom  |
| 18th | 2024年2月28日  | Dreamy Blue                                                 | 音楽配信 | be in bloom  |

### 参加作品
| アーティスト名    | 収録曲                      | 規格 | アルバム名                                                     |
| ----------------- | --------------------------- | ---- | -------------------------------------------------------------- |
| Various Artists   | ストロボスコープ            | CD   | crossing compilation album『camp vol.1』                       |
| Shinobu Kawashima | LUCKY IN THE HOUSE (カバー) | CD   | LUCKY IN THE HOUSE                                             |
| Various Artists   | シナプス                    | CD   | 高円寺U-hA コンピレーション『Remember』                        |
| Various Artists   | トロピカル・プレイボーイ    | CD   | クニモンド瀧口(RYUSENKEI)セレクト『CITY MUSIC TOKYO topology』 |

### 参加楽曲
| 発売日         | アーティスト                      | 規格         | タイトル                     |
| -------------- | --------------------------------- | ------------ | ---------------------------- |
| 2020年11月6日  | 上野優太                          | 音楽配信     | SLOW DANCE                   |
| 2020年11月6日  | 上野優太                          | 音楽配信     | time like these (feat. AATA) |
| 2020年12月11日 | Haruna                            | 音楽配信     | どんな風に伝えたらいいのか   |
| 2021年8月11日  | タカノシンヤ(Frasco)              | 音楽配信     | SOMEN, BREAK                 |
| 2021年8月11日  | AATA, Tokoyo, Hiroyuki Kondo      | 音楽配信     | timeless (AATA ver.)         |
| 2022年4月20日  | タカノシンヤ(Frasco)              | 音楽配信     | Q.E.D                        |
| 2022年6月22日  | 近視のサエ子                      | 音楽配信     | あなたが課金しないなら       |
| 2023年4月15日  | kiho                              | CD、音楽配信 | We are on the road           |
| 2024年5月15日  | tobiuo studio(青木慶則(ex.HARCO)) | 音楽配信     | あたらしい日 (feat. AATA)    |

### 楽曲提供
- エレクトリックリボン「アイライン」（2016年） - 作詞・作曲
- 横山ナオ「雨上がりに」(2016年) - 作曲
- エレクトリックリボン「Twinkle in you」（2017年） - 作詞・作曲
- エレクトリックリボン「春色ドロップ」（2017年） - 作詞・作曲
- バンダイ「ころがスイッチドラえもん」CMソング（2019年） - 作詞・作曲・コーラス
- cise kor kur「Wave」（2020年） - 作詞
- cise kor kur「3minutes」（2020年） - 作詞
- MEWCATUNE「Step in time」（2023年） - 作詞・作曲
- エレクトリックリボン「Ribbon」（2023年） - 作詞・作曲
- 北海道日本ハムファイターズ「ポリーのマーチ」（2024年） - 作詞・作曲・歌唱

## メディア出演

### ラジオ番組
- 〜JK_RADIO〜TOKYO_UNITED[58]（2020年7月3日、J-WAVE）
- Radio Star Audition『AATA のあそ VOICE』（2021年4月6日 - 6月29日、ミュージックバード）

### テレビ番組
- WONDER WHEEL[59] (2021年9月3日、TOKYO MX)